# لي جينيو
لي جينيو (بالصينية: 李金羽)، من مواليد 6 يوليو 1977، فيشنيانغ في لاوننغ في الصين، لاعب كرة قدم صيني، وهو يلعب مع نادي شاندونغ لونينغ الصيني.
و هو أحد أفضل المهاجمين في الصين، وقد اكتسب مهاراته عندما كان يدرس في البرازيل عندما كان شابا، وفي عام 1999 لعب موسما واحدا مع نادي نانسي الفرنسي، وهو لاعب أساسي في منتخب الصين لكرة القدم.

## كأس آسيا 2004
و قد سجل هدف في مرمى منتخب البحرين لكرة القدم.

## روابط خارجية
- لي جينيو على موقع الاتحاد الدولي (مؤرشف)  (الإنجليزية)
- لي جينيو على موقع قاعدة بيانات كرة القدم.إي يو (الإنجليزية)
- لي جينيو على موقع ناشيونال فوتبول تيمز (الإنجليزية)
- لي جينيو على موقع عالم كرة القدم.نت (الإنجليزية)
- لي جينيو على موقع كووورة